# Herbert Rawlinson

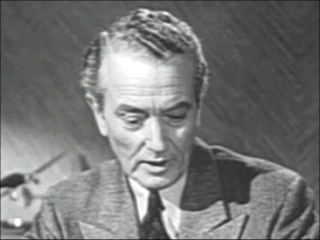
Herbert Rawlinson en Lady Gangster (1942)

Herbert Rawlinson (15 de noviembre de 1885 – 12 de julio de 1953) fue un actor teatral, cinematográfico, televisivo y radiofónico nacido en Inglaterra, cuya trayectoria desarrolló en la industria cinematográfica estadounidense. Actuó en más de 390 filmes entre 1911 y 1951, 130 de ellos en la época sonora.

## Biografía
Su nombre completo era Herbert Banemann Rawlinson, y nació en New Brighton, Inglaterra. Rawlinson era uno de los siete hijos de Robert Theodore Rawlinson y de su esposa, Emily. Emigró a Canadá y después a los Estados Unidos, para comenzar hacia 1904 su carrera, que inicialmente fue como artista de circo y después como actor teatral, dedicándose más adelante al cine.

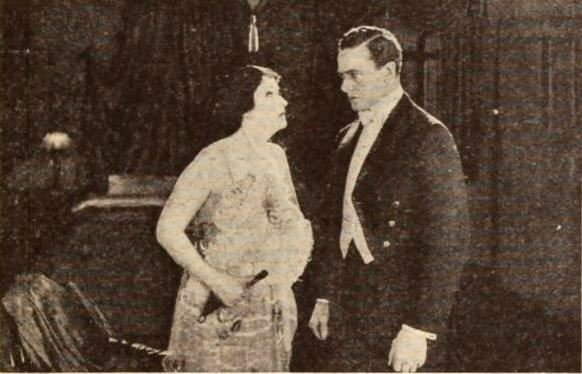
Herbert Rawlinson y Clara Kimball Young en Charge It (1921)

En 1911 inició su trayectoria en el cine mudo con el film The Cowboy and the Shrew, producción de Selig Polyscope Company con interpretación de Tom Mix, siendo protagonista después de los más diversos filmes, para estudios como Universal Pictures y Rayart Pictures Corporation. En 1919 encarnó al famoso detective Craig Kennedy en el serial The Carter Case. El detective, creado por Arthur B. Reeve, fue protagonista de varias películas y series televisivas. 
Entre 1930 y 1934, además de actuar en el cine, Rawlinson también trabajó en el teatro, en el circuito de Broadway, en obras como Citty Haul, representada durante tres meses, y When Ladies Meet.
A pesar de ser principalmente un actor dramático, a lo largo de sus 40 años de carrera Rawlinson actuó en filmes de diversos géneros, desde comedias a westerns y seriales, además de trabajar en la radio. Superada con éxito la transición al cine sonoro, llegó a trabajar en algunas series televisivas. 
En sus últimos años, su trabajo en la radio incluía programas como Cavalcade of America y Escape. Fue también anfitrión y narrador de la temporada inicial de Hollywood Star Playhouse, una serie de antología emitida por la CBS en 1950.
Rawlinson se casó con la actriz teatral Roberta Arnold, cuyo verdadero nombre era Minerva Arnold, en 1917, divorciándose la pareja en noviembre de 1922. El 1 de enero de 1924 se casó con Loraine Abigail Long, de la que se divorció en 1947. Tuvieron dos hijos, David y Sally, que tuvo una breve carrera cinematográfica en los años 1940.
Herbert Rawlinson falleció en 1953 en Los Ángeles, California, a causa de un cáncer de pulmón, después de completar las escenas de su último film, Jail Bait, que se estrenó en 1954. Sus restos se conservan en el Chapel Of The Pines Crematory, en Los Ángeles.
Por su contribución a la industria cinematográfica, a Rawlinson se le concedió una estrella en el Paseo de la Fama de Hollywood, en el 6150 de Hollywood Boulevard.

## Selección de su filmografía

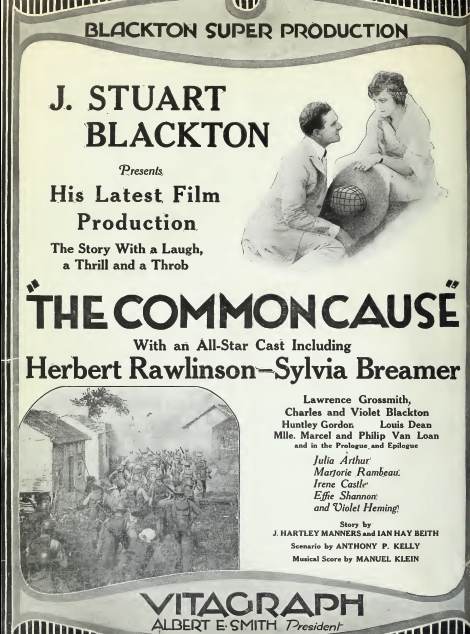
Póster de The Common Cause (1919), film en el que actuó Rawlinson

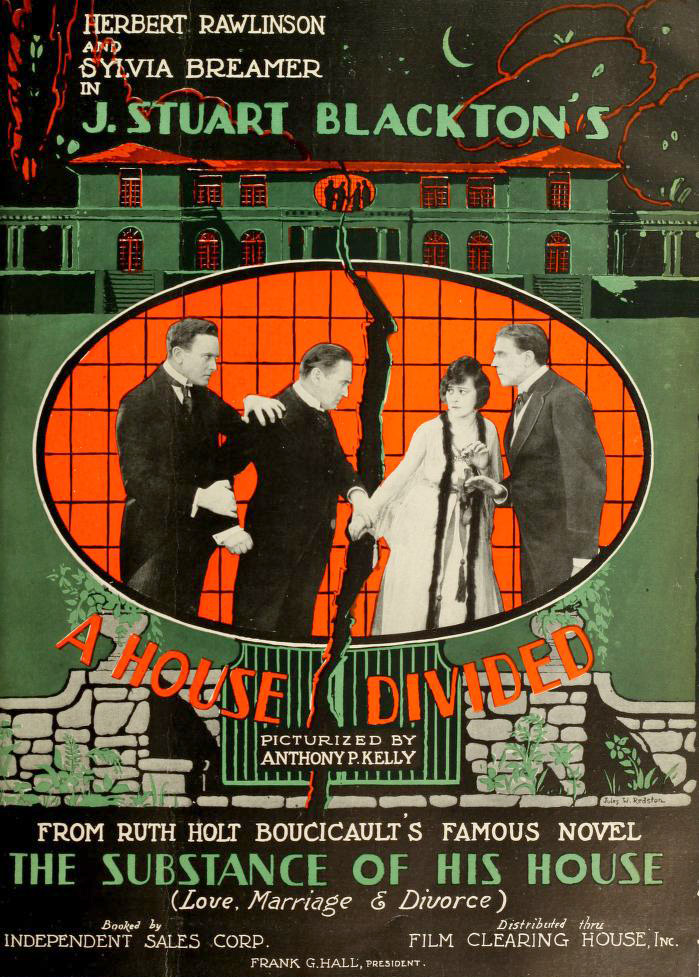
Póster de A House Divided (1919)

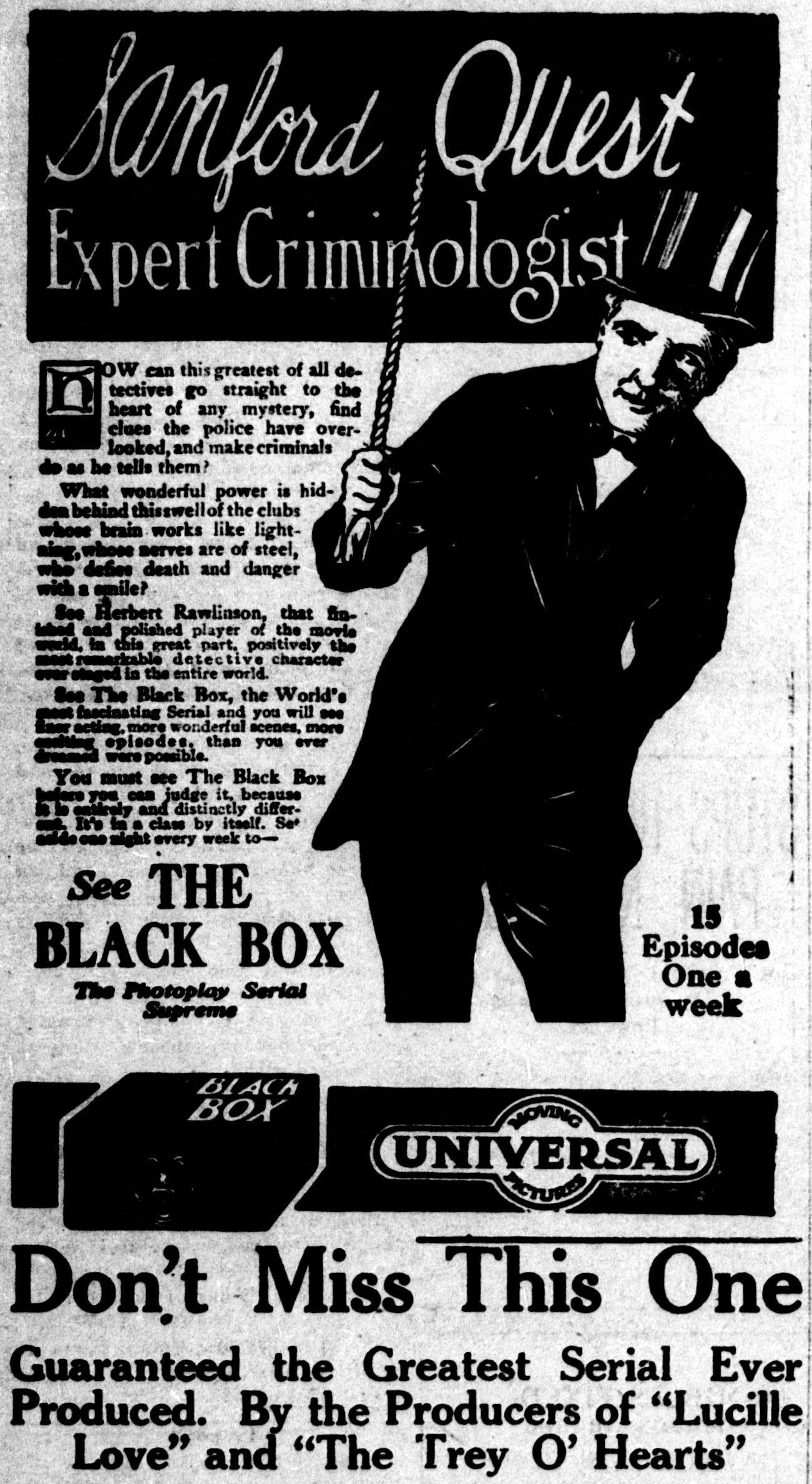
Anuncio del serial The Black Box (1915), protagonizado por Rawlinson

| Cine | Cine                               | Cine                       | Cine                 |
| Año  | Título                             | Personaje                  | Notas                |
| ---- | ---------------------------------- | -------------------------- | -------------------- |
| 1911 | The New Superintendent             |                            |                      |
| 1915 | The Black Box                      |                            | Serial               |
| 1918 | The Turn of the Wheel              |                            |                      |
| 1919 | The Carter Case                    | Craig Kennedy              | Serial               |
| 1919 | A House Divided                    | Philip Carmichael          |                      |
| 1921 | Cheated Hearts                     |                            |                      |
| 1922 | Man Under Cover                    |                            |                      |
| 1923 | The Prisoner                       |                            |                      |
| 1925 | The Prairie Wife                   |                            |                      |
| 1925 | The Flame Fighter                  | Jack Sparks                | Serial               |
| 1926 | The Belle of Broadway              |                            |                      |
| 1926 | Trooper 77                         | Steve Manning/ Trooper 77  | Serial               |
| 1926 | The Phantom Police                 | Jack Wright                | Serial               |
| 1927 | Slipping Wives                     |                            |                      |
| 1927 | The Bugle Call                     |                            |                      |
| 1936 | Robinson Crusoe of Clipper Island  | Grant Jackson              | Serial               |
| 1936 | Sigamos la flota                   | Mr. Webber                 | Sin créditos         |
| 1936 | Bullets or Ballots                 | Mr. Caldwell               |                      |
| 1937 | S.O.S. Coast Guard                 | Boyle                      | Serial               |
| 1937 | Back in Circulation                |                            |                      |
| 1937 | Blake of Scotland Yard             | Sir James Blake            | Serial               |
| 1937 | That Certain Woman                 | Dr. Hartman                |                      |
| 1938 | María Antonieta                    | Goguelot                   | Sin créditos         |
| 1939 | Amarga victoria                    |                            |                      |
| 1940 | Swiss Family Robinson              |                            |                      |
| 1940 | King of the Royal Mounted          | Inspector King             | Serial               |
| 1940 | Seven Sinners                      |                            |                      |
| 1940 | Flash Gordon Conquers the Universe | Dr. Frohmann               | Serial               |
| 1941 | King of the Texas Rangers          | Lee Avery                  | Serial               |
| 1941 | I Wanted Wings                     | Mr. Young                  |                      |
| 1942 | Don Winslow of the Navy            | Warburton                  | Serial               |
| 1942 | Perils of the Royal Mounted        | Richard Winton             | Serial               |
| 1942 | Perils of Nyoka                    | May. Reynolds (Cap. 1)     | Serial. Sin créditos |
| 1943 | The Masked Marvel                  | Mr. Kellering              | Sin créditos         |
| 1943 | Daredevils of the West             | T.M. Sawyer (sin créditos) | Serial               |
| 1948 | Superman                           | Graham                     | Serial               |
| 1953 | The Stranger Wore a Gun            |                            | Sin créditos         |
| 1954 | Jail Bait                          | Dr. Boris Gregor           | Último film          |

| Televisión | Televisión               | Televisión     | Televisión                                             |
| Año        | Título                   | Personaje      | Notas                                                  |
| ---------- | ------------------------ | -------------- | ------------------------------------------------------ |
| 1952       | Aventuras de Superman    | Rozan          | Superman on Earth, 19 de septiembre de 1952.           |
| 1953       | The Burns and Allen Show | Capitán Benson | Blanche Secretly Buys a Fur Stole, 13 de abril de 1953 |
| 1954       | Mr. and Mrs. North       | Hugo Crosset   | Busy Signal, 22 de mayo de 1953                        |